# Herb księstwa pomorskiego
Herb księstwa pomorskiego – to jeden z symboli księstwa pomorskiego, który zaczął kształtować się około połowy XV wieku z połączenia poszczególnych herbów ziemskich.

## Historia i symbolika
Od końca XII wieku na pieczęciach książąt pomorskich pojawił się znak gryfa. Pierwszym księciem, który posługiwał się tym symbolem był książę dymiński Kazimierz II. Herb w postaci jednopolowej został przejęty przez linię książąt szczecińskich, którzy posługiwali się nim aż do połowy XV wieku. Wtedy to, za panowania Eryka II, pojawił się herb pięciopolowy, złożony z herbów ziem szczecińskiej, wołogosko-bardzkiej, wendyjskiej, pełczyckiej i rugijskiej oraz z szóstego, pustego pola.
Około 1530 roku, za panowania księcia Jerzego I (1523-1531), pojawił się dziewięciopolowy tzw. herb wielki, złożony z następujących herbów:
1. Księstwo szczecińskie – w polu błękitnym gryf wspięty, czerwony zwrócony w lewo[3]. Charakterystyczną cechą tego herbu jest złamanie zasad alternacji, czyli w tym przypadku połączenie koloru godła i koloru tła. Do roku 1483 pole miało kolor złoty. Cesarz Świętego Cesarstwa Rzymskiego Karol V Habsburg zgodził się na prośbę księcia Bogusława X, aby zmienić kolor pola z powrotem na złoty, lecz do zmiany tej nigdy nie doszło[4].
2. Księstwo pomorskie – w polu srebrnym gryf wspięty w prawo, czerwony[3][4].
3. Księstwo kaszubskie – w polu złotym gryf wspięty w prawo, czarny. Do roku 1530, herb ten był używany przez książąt wołogoskich[3][4].
4. Księstwo wendyjskie – w polu srebrnym czerwony gryf w zielone pasy, wspięty, zwrócony w lewo. Dawniej był to czerwony gryf ze srebrnymi skrzydłami[3][4].
5. Księstwo rugijskie – tarcz dwudzielna w pas, w polu górnym czarny połulew w czerwonej koronie wspięty w prawo, czasami przedstawiany w czerwonej koronie, na polu złotym, w polu dolnym czerwono-niebieska szachownica otwarta[3][4].
6. Ziemia uznamska – w polu czerwonym srebrny rybogryf zwrócony w prawo[3][4].
7. Ziemia bardzka – w polu złotym zwrócony w lewo czarny gryf z dwoma srebrnymi piórami (warstwami piór)[3][4].
8. Ziemia choćkowska – na polu złotym czerwone krzyż i róże[3][4].
9. Ziemia wołogoska – tarcza dwudzielna w pas, w polu górnym wspięty w prawo srebrny gryf na czerwonym tle, w polu dolnym błękitno-złota szachownica. Od 1325 do 1530 herb przedstawiał czarnego gryfa na złotej szachownicy[3][4].

Około 1620 roku, za panowania księcia Ulryka, u spodu tarczy herbowej dodano dziesiąte puste czerwone pole, tzw. krwawe. W tej postaci herb był używany do śmierci Bogusława XIV w 1637 roku.
Po wymarciu dynastii Gryfitów elementy herbu księstwa pomorskiego weszły do symboliki elektorów brandenburskich. W 1881 roku władze pruskie wprowadziły jako herb prowincji Pomorze zwróconego w prawo czerwonego gryfa na srebrnym polu.